# Steatocranus tinanti
Steatocranus tinanti  (лат.) — вид рыб семейства цихловых.
Вид обитает в водоёмах бассейна реки Малебо и в нижнем течении реки Конго в Республике Конго и Демократической Республике Конго.
Максимальная описанная длина тела самца 6,3 см. Это придонный вид. Самки откладывают до 100 яиц в норах.